# Coupe d'Europe des vainqueurs de coupe masculine de handball 1998-1999
Navigation
Coupe des Coupes 1997-1998 Coupe des coupes 1999-2000
La Coupe d'Europe des vainqueurs de coupe masculine de handball 1998-1999 est la 24e édition de la compétition.
Organisée par la Fédération européenne de handball (EHF), la compétition est ouverte à 36 clubs de handball d'associations membres de l'EHF. Ces clubs sont qualifiés en fonction de leurs résultats dans leur pays d'origine lors de la saison 1997-1998.
Elle est remportée par le club espagnol du CB Ademar León, vainqueur en finale du club espagnol du Caja Cantabria Santander.

## Résultats

### Premier tour
| Équipe 1               | Score   | Équipe 2              | Aller | Retour |
| ---------------------- | ------- | --------------------- | ----- | ------ |
| RK Bosna Visoko        | 60 – 42 | SPE Strovolos Nicosie | 30-23 | 30-19  |
| SKAF Minsk             | 55 – 43 | HC Mamuli Tbilissi    | 27-26 | 28-17  |
| HC La Fraternelle Esch | 49 – 42 | HC Kehra              | 21-20 | 28-22  |

### Seizièmes de finale
| Équipe 1              | Score   | Équipe 2                 | Aller | Retour |
| --------------------- | ------- | ------------------------ | ----- | ------ |
| CB Ademar León        | 71 – 31 | Université de Šiauliai   | 32-12 | 39-19  |
| RK Bosna Visoko       | 35 – 37 | Athinaïkós               | 20-15 | 15-22  |
| Çankaya Bel. Ankara   | 54 – 49 | Istochnik Rostov         | 26-24 | 28-25  |
| Svitotekhnik Brovary  | 51 – 40 | HK Lokomotiv Varna       | 31-19 | 20-21  |
| IFK Skövde HK         | 22 – 33 | RK Vardar Skopje         | 22-23 | 00-10  |
| TSV St. Otmar St-Gall | 54 – 59 | RK Gorenje Velenje       | 31-26 | 23-33  |
| Olse Merksem HC       | 36 – 57 | Sporting Toulouse 31     | 17-29 | 19-28  |
| HV Fiqas Aalsmeer     | 43 – 39 | SKAF Minsk               | 24-24 | 19-15  |
| Dukla Prague          | 60 – 51 | RK Đakovo                | 34-30 | 26-21  |
| TV Niederwürzbach     | 66 – 38 | Fibrex Săvinești         | 37-21 | 29-17  |
| Sporting CP Lisbonne  | 42 – 46 | TJ VSZ Košice            | 24-22 | 18-24  |
| RK Partizan Belgrade  | 46 – 40 | Elektromos Budapest      | 25-20 | 21-20  |
| ACSI Haenna           | 57 – 46 | HC La Fraternelle Esch   | 26-24 | 31-22  |
| Wisła Płock           | 60 – 63 | IL Runar Sandefjord      | 34-29 | 26-34  |
| UHC Tulln             | 45 – 42 | Maccabi Rehovot          | 26-19 | 19-23  |
| Otterup HK            | 41 – 59 | Caja Cantabria Santander | 23-26 | 18-33  |

### Huitièmes de finale
| Équipe 1             | Score   | Équipe 2                 | Aller | Retour |
| -------------------- | ------- | ------------------------ | ----- | ------ |
| CB Ademar León       | 59 – 34 | Athinaïkós               | 30-14 | 29-20  |
| Çankaya Bel. Ankara  | 45 – 44 | Svitotekhnik Brovary     | 24-17 | 21-27  |
| RK Vardar Skopje     | 53 – 51 | RK Gorenje Velenje       | 29-23 | 24-28  |
| Sporting Toulouse 31 | 51 – 39 | HV Fiqas Aalsmeer        | 27-18 | 24-21  |
| TV Niederwürzbach    | 65 – 50 | Dukla Prague             | 36-21 | 29-29  |
| RK Partizan Belgrade | 61 – 52 | TJ VSZ Košice            | 35-27 | 26-25  |
| IL Runar Sandefjord  | 71 – 45 | ACSI Haenna              | 38-18 | 33-27  |
| UHC Tulln            | 35 – 47 | Caja Cantabria Santander | 21-26 | 14-21  |

### Quarts de finale
| Équipe 1            | Score   | Équipe 2                 | Aller | Retour |
| ------------------- | ------- | ------------------------ | ----- | ------ |
| Çankaya Bel. Ankara | 42 – 60 | CB Ademar León           | 26-27 | 16-33  |
| RK Vardar Skopje    | 50 – 46 | Sporting Toulouse 31     | 26-19 | 24-27  |
| TV Niederwürzbach   | 48 – 50 | RK Partizan Belgrade     | 28-22 | 20-28  |
| IL Runar Sandefjord | 49 – 55 | Caja Cantabria Santander | 24-24 | 25-31  |

### Demi-finales
| Équipe 1             | Score   | Équipe 2                 | Aller | Retour |
| -------------------- | ------- | ------------------------ | ----- | ------ |
| RK Vardar Skopje     | 47 – 64 | CB Ademar León           | 27-29 | 20-35  |
| RK Partizan Belgrade | 43 – 45 | Caja Cantabria Santander | 26-23 | 17-22  |

### Finale
| Équipe 1                 | Score   | Équipe 2       | Aller | Retour |
| ------------------------ | ------- | -------------- | ----- | ------ |
| Caja Cantabria Santander | 43 – 51 | CB Ademar León | 20-19 | 23-32  |

## Les champions d'Europe
| Vainqueur de la Coupe d'Europe des vainqueurs de coupe 1998-1999 CB Ademar León 1er titre |

L'effectif du CB Ademar León était :
| Gardiens de but - José Javier Hombrados - Armand Torrego Arrières - Juan José Panadero - Alberto Entrerríos - Vojislav Kraljić - Stanislav Demovic | Demi-centres - José Luis Pérez Canca - Jorge García Vega - Diego Pérez Marne Pivots - Juancho Pérez - Manuel Colón - Rubén Garabaya | Ailiers - Fernando Benés - Fernando Hernández - Juanín García - Manuel Sancho Entraîneur - Manolo Cadenas |